# B-A-C-H

Motyw B-A-C-H w swojej podstawowej postaci

B-A-C-H – motyw muzyczny wykorzystujący następstwo dźwięków b, a, c i h, które układają się w nazwisko rodziny Bachów. Zmitologizowany dzięki historii Kunst der Fuge – najsłynniejszego z dzieł Johanna Sebastiana Bacha, w których jest wykorzystany – zabieg ten cieszył się wielką popularnością wśród kompozytorów XIX i XX wieku.

## Historia

Krzyż bachowski: motyw zapisany przy wykorzystaniu czterech różnych kluczy muzycznych

Tworzenie kryptogramów muzycznych było popularne już w XVI wieku i zaowocowało techniką muzyczną określaną jako soggetto cavato (soggetto cavato dalle vocali di queste parole). Poszczególnym sylabom frazy tekstu kompozytor przypisywał zbliżone fonetycznie nazwy solmizacyjne, np. „Hercules Dux Ferrariae” – „re-ut-re-ut-re-fa-mi-re”.
Jan Sebastian Bach zdawał sobie sprawę z tego, że jego nazwisko może być oddane na pięciolinii, i wielokrotnie wykorzystywał ten fakt w swoich utworach. Najsłynniejszym z tych dzieł jest niedokończony zbiór Kunst der Fuge, w którym ostatni Contrapunctus – szczególnie skomplikowana potrójna fuga – urywa się wkrótce po wprowadzeniu przez kompozytora motywu B-A-C-H jako trzeciego tematu w fudze. W manuskrypcie widnieje dopisek syna kompozytora, Carla Philippa Emanuela Bacha, stwierdzającego: „W momencie, gdzie B-A-C-H pojawia się w kontratemacie, kompozytor zmarł”. W 1881 niemiecki muzykolog Gustav Nottebohm wykazał, że niedokończony Contrapunctus miał zawierać jeszcze czwarty temat – temat łączący cały zbiór. Innymi dziełami, w których Bach posłużył się motywem swojego nazwiska, są m.in. wariacje kanoniczne „Vom Himmel hoch da komm' ich her” oraz szereg mniejszych utworów, takich jak sinfonia f-moll (BWV 795) czy ostatnia fuga z pierwszego tomu Das Wohltemperierte Klavier.

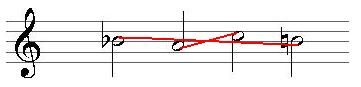
Figura krzyża ukryta w motywie B-A-C-H

Nie bez znaczenia jest fakt, że motyw B-A-C-H jest przykładem motywu krzyża (imaginatio crucis, chiasmus), który w barokowej retoryce muzycznej wykorzystywany był w pasjach i innych utworach o tematyce odwołującej się do krzyża.
O istnieniu motywu wiedzieli także współcześni Bacha: jest o nim mowa w Musicalisches Lexikon Johanna Gottfrieda Walthera, pojawia się on też w fudze syna Bacha, Johanna Christiana, oraz ucznia Bacha – Johanna Ludwiga Krebsa. Największą jednak popularność zyskał w XIX wieku, gdy muzyka Bacha została na nowo odkryta i stała się obiektem zainteresowania teoretyków i wykonawców. W XX wieku kompozytorzy zdali sobie sprawę z tego, że motyw ten – dzięki dużemu natężeniu chromatyki – nadaje się do wykorzystania w zupełnie nowej stylistyce, prezentowanej przez Drugą Szkołę Wiedeńską i twórców takich jak Arnold Schönberg czy Anton Webern.

## Występowanie motywu

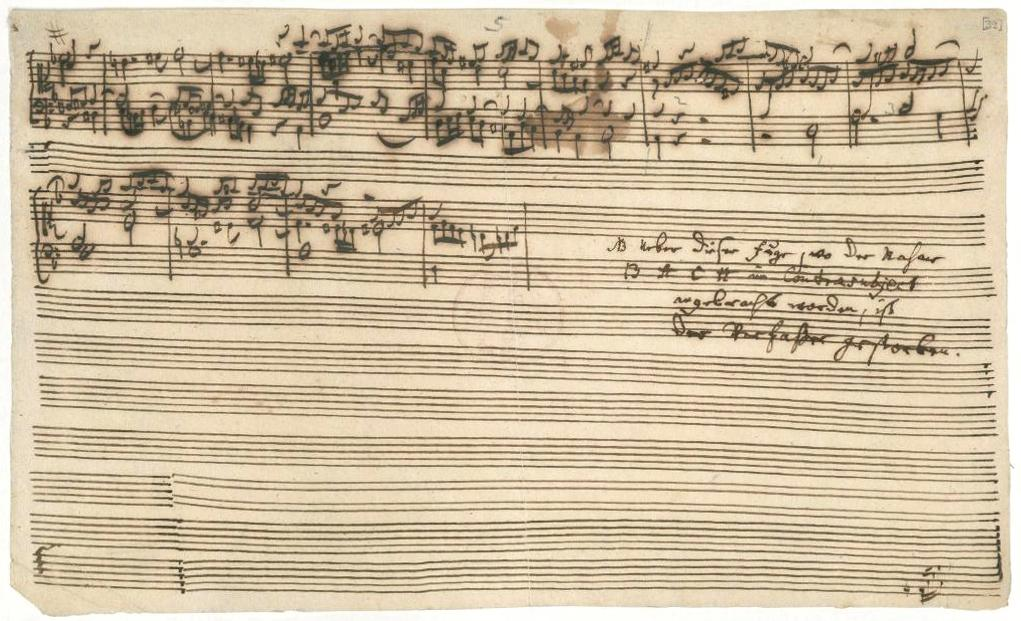
Ostatnia strona Kunst der Fuge z adnotacją C.P.E. Bacha o śmierci ojca

W pracy przygotowanej na trzechsetną rocznicę urodzin Bacha w 1985 Ulrich Prinz wymienia 409 utworów autorstwa 330 kompozytorów, gdzie jego zdaniem pojawił się motyw B-A-C-H. Podobna lista znajduje się w książce Malcolma Boyda, gdzie także wymienia się około 400 pozycji. Do najbardziej znanych należą:
- 1845: Robert Schumann: Sechs Fugen über den Namen: Bach na organy op. 60[1]
- 1855: Franz Liszt: Fantazja i fuga na temat B-A-C-H na organy (ar. 1871 na fortepian)[2]
- 1878: Nikołaj Rimski-Korsakow: Wariacje BACH na fortepian
- 1900: Max Reger: Fantazja i fuga B-A-C-H na organy
- 1910: Ferruccio Busoni: Fantasia contrappuntistica na fortepian
- 1926: Arnold Schönberg: Wariacje na orkiestrę op. 31
- 1932: Francis Poulenc: Valse-improvisation sur le nom Bach na fortepian
- 1937: Anton Webern: Kwartet smyczkowy (seria opiera się na motywie BACH)
- 1952: Luigi Dallapiccola: Quaderno musicale di Annalibera na fortepian[3]
- 1958: Lukas Foss: II symfonia „Symphony of Chorales”, część II Contrapunctus: B-A-C-H. Andante sostenuto (chorale 77, 78 „Herr, ich habe mißgehandelt”)
- 1964: Arvo Pärt: Collage over B-A-C-H
- 1968: Alfred Sznitke: Quasi Una Sonata[4]
- 2002: Sofija Gubajdulina: Reflections on the theme B-A-C-H na kwartet smyczkowy

## Inne kryptogramy muzyczne
Inni kompozytorzy również poszukiwali sposobów zapisu swojego lub cudzego nazwiska w notacji muzycznej:
1. F, Es, C, H (Franz Schubert)
2. Es, C, H, B, E, G (S, C, H, B, E, G) (Arnold Schönberg)
3. D, Es, C, H (D, S, C, H) (Dmitrij Szostakowicz)
4. B, E, B, A / B, A, B, E (Béla Bartók)
5. C, A, G, E (John Cage)
6. A, B, H, F (Alban Berg)